# Budy (Aleksandrówka)
Budy – część wsi Aleksandrówka (do 31 grudnia 2002 wieś) w Polsce położona w województwie mazowieckim, w powiecie kozienickim, w gminie Kozienice.
Wchodzi w skład sołectwa Aleksandrówka.
Budy zlokalizowana są na terenach, które porastała kiedyś Puszcza Kozienicka. Często w dawnych puszczańskich okolicach nazwa miejscowa budy, oznacza osadę budników - dawnych wytwórców smoły, dziegciu, potażu i węgla drzewnego.
W latach 1975–1998 Budy administracyjnie należały do województwa radomskiego.